# The Third Wheel
The Third Wheel (Nederlands: Het Derde Wiel) is een Amerikaanse romantische komedie uit 2002. De film werd geregisseerd door Jordan Brady en heeft Luke Wilson, Denise Richards en Jay Lacopo in de hoofdrollen. Deze laatste schreef eveneens het scenario. The Third Wheel werd op matige reacties ontvangen en kwam in de VS pas in 2004 uit op Dvd.

## Verhaal
Als de mooie Diana bij Stanley op kantoor komt werken is hij op slag verliefd. Er gaat een jaar overheen voor hij haar durft uit vragen, maar ze stemt in. Onderweg rijden ze de dakloze Phil aan en nemen hem mee naar een betaalautomaat om hem te vergoeden en naar het ziekenhuis voor de zekerheid. Vanaf dan raken ze hem echter niet meer kwijt. Intussen heeft collega Michael een weddenschap op touw gezet over de duurtijd van de date. Ondanks dat de hele avond desastreus verloopt ziet Diana Stanley nog steeds zitten. Phil blijkt ten slotte een oplichter te zijn die met opzet onder Stanleys auto is gelopen, maar hem wel hielp Diana voor zich te winnen.

## Rolverdeling
- Luke Wilson als Stanley, de ietwat klunzige protagonist.
- Denise Richards als Diana Evans, de collega waar Stanley verliefd op is.
- Jay Lacopo als Phil, de landloper die zich niet laat afschudden.
- Ben Affleck als Michael, Stanleys collega die hem aanspoort Diana uit te vragen.